# Будква, Адин
Адин Будква (швед. Adin Budkva; 11 января 1998 года, Швеция) — шведский футболист, играющий на позиции полузащитника. Ныне выступает за шведский клуб «Норрчёпинг».

## Карьера
Является воспитанником «Норрчёпинга». С сезона 2016/2017 стал привлекаться к тренировкам с основным составом. 11 сентября 2016 года дебютировал в шведском чемпионате в поединке против «Йёнчёпингса», выйдя на замену на 79-й минуте вместо Давида Мёберга-Карлссона.
4 сентября 2016 года дебютировал за сборную Швеции до 18 лет в товарищеском поединке против сверстников из Норвегии, и в первом же матче сумел отличиться.